# Gmina Falköping
Gmina Falköping (szw. Falköpings kommun) – gmina w Szwecji, w regionie Västra Götaland, z siedzibą w Falköping.
Pod względem zaludnienia Falköping jest 76. gminą w Szwecji. Zamieszkuje ją 31 148 osób, z czego 50,41% to kobiety (15 703) i 49,59% to mężczyźni (15 445). W gminie zameldowanych jest 941 cudzoziemców. Na każdy kilometr kwadratowy przypada 29,48 mieszkańca. Pod względem wielkości gmina zajmuje 98. miejsce.